# Серрато, Хосе
Хосе́ Серра́то Берге́ро (исп. José Serrato Bergeróo; 30 сентября 1868 — 7 сентября 1960) — уругвайский инженер, экономист и государственный деятель, президент Уругвая (1923—1927).

## Биография
Его семья была родом из итальянской провинции Лигурия. В 1888 г. поступил в Геодезический университет, в 1892 г. окончил инженерный факультет Республиканского университета. Работал преподавателем математики в школах и профессором математики на университетском уровне.
Был видным членом уругвайской партии «Колорадо», которая доминировала в политической жизни страны. Был сторонником политического курса президента Хосе Батлье-и-Ордоньеса, однако находил компромиссы с другими политическим партиями.
- 1903—1904 гг. — министр общественных работ,
- 1904—1906 гг. — министр финансов,
- 1907—1911 гг. — сенатор,
- 1911—1914 гг. — министр внутренних дел,
- 1914—1922 гг. — директор Ипотечного банка Уругвая. Также являлся председателем совета директоров Фонда пенсионного обеспечения работников общественных служб, а также Почтового сберегательного банка.

В 1923—1927 гг. — президент Уругвая, сменил на этом посту Бальтасара Брума.. Был первым президентом Уругвая, избранным всеобщим голосованием, механизмом, предусмотренным в Конституции 1918 г. На этом посту урегулировал пограничный спор с Аргентиной, учредил учредил Избирательный суд, открыл Законодательный дворец, расширил систему пенсионного обеспечения.
В 1928 г. был назначен президентом Национального комитета физической культуры, с 1932 по 1935 г. возглавлял Национальный фонд восстановления (Caja Autónoma de Amortizaciones), в 1933—1934 гг. — Банк Републики, в 1942 г. — Банко-де-Монтевидео.
Входил в состав Государственного совета, который разработал Конституцию 1942 г. В 1943—1945 гг. занимал пост министра иностранных дел Уругвая.
Сыграл важную роль в воссоединении уругвайского футбола, расколотого в 1922 г. из-за появления диссидентской Уругвайской футбольной федерации (в противовес Ассоциации) и организации параллельного чемпионата и сборной страны. В 1925 г. обе организации не проводили турниров, а в 1926 г. по его инициативе был организован «объединительный» чемпионат.

## Награды и звания
- Большой крест ордена Святых Маврикия и Лазаря (Италия)
- Большой крест ордена Солнца Перу
- Большой крест британского орден Бани
- Большой крест ордена Кондора Анд (Боливия)
- Большая цепь Орден Освободителя (Венесуэла)
- Великий офицер ордена Почётного легиона (Франция)
- Великий офицер ордена Заслуг (Чили)